# ژان کلود دارشویل
ژان کلود دارشویل (انگلیسی: Jean-Claude Darcheville؛ زادهٔ ۲۵ ژوئیهٔ ۱۹۷۵) بازیکن فوتبال اهل فرانسه است.
از باشگاه‌هایی که در آن بازی کرده‌است می‌توان به باشگاه فوتبال ناتینگهام فارست، باشگاه فوتبال رن، باشگاه فوتبال والنسین، باشگاه فوتبال رنجرز، باشگاه فوتبال نانت، باشگاه فوتبال بوردو، و باشگاه فوتبال لوریان اشاره کرد.
وی همچنین در تیم‌های ملی فوتبال زیر ۲۱ سال فرانسه و گویان فرانسه بازی کرده‌است.